# Adetus cecamirim
Espèce
Adetus cecamirim est une espèce de coléoptères de la famille des Cerambycidae. Elle a été décrite par Maria Galileo (d) et Ubirajara Martins (d) en 2005.